# Споры о евхаристии
Споры о Вечере Господней и вопрос, присутствует ли Христос символически или физически в хлебе и вине во время Евхаристии, известны как споры о Евхаристии:
- Латинская церковь: от Средних веков до доктринального решения Четвертого Латеранского собора 1215 года.
- Протестантские церкви: между Мартином Лютером и Гульдрихом Цвингли в 1529 году, а также другими реформаторскими теологами и группами в XVI веке и позже.

Учение о Евхаристии играет ключевую роль в современном экуменическом движении.

## Дискуссия о таинстве Евхаристии
Дискуссия о Вечере Господней затрагивает вопрос о том, как тело и кровь Иисуса Христа проявляются в хлебе и вине: буквально, преображенно или символически.
В истории христианства можно выделить два ключевых спора о Вечере Господней: первый произошел в IX веке, второй — в XI веке. До Реформации также велись споры о Евхаристии. Например, Джон Уиклиф (1300—1384) отвергал учение о пресуществлении.
Реформация тоже была временем споров о понимании Евхаристии. Термин «спор о причастии» обычно используется для обозначения дискуссий внутри Католической или Реформатской Церкви. Хотя внутрикатолические и экуменические обсуждения о природе Евхаристии продолжаются и после Тридентского собора, они не описываются как споры.

### Споры о первом причастии
Евхаристические споры не утихали и в IX веке. Амалар из Меца, живший около 850 года, предложил новый взгляд на евхаристию. Он считал, что форма хлеба во время таинства превращается в плоть Христову. Это происходило в подражание действиям Христа на Тайной Вечере и его поручению. Однако, по мнению Амалара, это было не просто символическое действие, а жертвоприношение народа и священников перед Богом. Цель этого обряда заключалась в том, чтобы Бог не поминал грехи верующих. Учение Амалара стало основой для понимания мессы в Средневековье. Для него Евхаристическое Тело Христово было таким же реальным, как и его физическая плоть. Однако существовала и более старая традиция духовного жертвоприношения. Например, у Флора Лионского, умершего в 860 году, евхаристия символизировала объединение Церкви Иисуса Христа. Вместе с Августином он подчеркивал «спасительно-историческую ценность таинства», видя в нём средство мистического единения верующих с Христом.
Пасхазий Радберт вместе с Амаларом из Меца стремился объединить отеческую литературу о Евхаристии в своем труде Liber de corpore et sanguine Domini (Книга Тела и Крови Господней). В этом произведении они утверждали, что Христос приносит себя в жертву в таинстве Евхаристии, хотя он больше не умирает. Тело Христа поглощается, чтобы смыть грехи. Евхаристическая пища превращается в то, во что верующие верят — в историческое Тело Христово. Реалистический подход Амалара вызвал так называемый первый спор о Тайной Вечере, где обсуждались евхаристические знаки. Рабан Мавр, оппонент Пасхазия, продолжал отстаивать традиционный августинский взгляд. Он утверждал, что символ и реальность несовместимы и противоречат друг другу.
Ратрамн из Корбии, умерший в 868 году, был главным оппонентом Пасхасия Радберта. Карл Лысый спросил его, происходит ли пресуществление хлеба и вина в тело и кровь Христа на самом деле (in mysterio fiat an in veritate) или только символически. Ратрамн ответил, что никаких физических изменений не наблюдается, поэтому пресуществление может быть только духовным (spiritualiter), а не физическим (corporaliter). По его мнению, хлеб и вино в Евхаристии — это лишь образы тела и крови Христа, которые становятся таковыми только в своей духовной сущности. Они представляют собой духовную пищу и питье, а не реальные тело и кровь. Ратрамн также отметил различие между Телом Христовым в Евхаристии и его Телом в Страстях, которое мы вспоминаем во время таинства. Пресуществление соединяет природные элементы с телом и кровью Христа. Формы Евхаристии символизируют человеческую реальность Христа, но суть хлеба и вина не меняется. В таинстве тело Христово присутствует «так же, как и люди, принимающие Евхаристию», — в духовной форме.
Пасхазий Радбертус примирил августинское и амвросианское богословие, утвердив совместимость истины и символа. В письме к Фрудигеру он завершил спор о Вечере Господней: историческое и сакраментальное тело Христа едины, но сакраментальное тело обладает «духовным способом бытия». Евхаристия, по своей сути, одновременно реальна и символична.

### Вторая полемика о Вечере Господней
Первые споры о Вечере Господней начались в XI веке. Они касались концепции второй Вечери Господней. Беренгар Турский, следуя августинианской традиции, трактовал таинство «динамически-символически». Он утверждал, что стихии не трансформируются и тело Господа не присутствует истинно. Для Беренгара таинство не включало в себя тело и кровь Иисуса Христа. Вместо этого верующего с историческим и прославленным Иисусом связывала не сакраментальная символика, а «фактически субъективная вера». Беренгар считал, что реальное присутствие тела и крови Христа в евхаристических дарах подрывает уникальность жертвы Христа на кресте. Другие теологи, такие как Гуго Лангрский и Дуранд Троарнский, отстаивали идею реального присутствия тела и крови Христа во время Евхаристии. Их интерес заключался в подчеркивании идентичности между историческим и сакраментальным телом Христа.
Спор закончился тем, что на римском синоде 1059 года Беренгара заставили подписать документ, написанный кардиналом-епископом Гумбертом из Сильва-Кандиды. В нём утверждалось, что хлеб и вино во время причастия — это не просто символы. Они действительно (non sensualiter, sed in veritate) становятся телом и кровью Христа (verum corpus et sanguinem Christi). Священники прикасаются к ним, разламывают и перетирают зубами во время таинства.
В отличие от радикального реализма Беренгара, Ланфранк из Бека и его ученик Гитмунд из Аверсы придерживались учения о пресуществлении. По их мнению, внешняя форма евхаристических даров остаётся неизменной, но по своей природе они превращаются в тело Христа. Это уже указывает на различие между субстанцией и акциденцией. Ланфранк различал видимые элементы таинства и невидимую сущность — Corpus Christi.
Гитмунд продолжает развивать идею трансформации. Он видит её как глубокое, сущностное изменение (substantialiter transmutari), при котором сохраняются акциденции хлеба и вина, хотя их природа меняется.
Латеранский собор 1179 года признал учение Беренгара о реальном присутствии Христа в евхаристии через субстанцию:
[…] dass das Brot und der Wein, die auf dem Altar liegen, durch das Geheimnis des heiligen Gebetes und durch die Worte unseres Erlösers substanzhaft gewandelt werden (subtantialiter converti) in das wahre, eigene und lebensspendende Fleisch und Blut unseres Herrn Jesus Christus und nach der Konsekration der wahre Leib Christi (verum corpus Christi), […], und das wahre Blut Christi (verum sanguinem Christi), […], nicht nur durch das Zeichen und die Kraft des Sakramentes, sondern in der Eigentlichkeit der Natur und der Wahrheit der Substanz (in proprietate naturae et veritate substantiae)...
DH 700
Ланфранк Бекский и его ученик Гитмунд Аверсавонский подготовили материалы, которые Четвертый Латеранский собор утвердил в 1215 году. Эти материалы получили название «пресуществление». Термин «пресуществление» впервые появился примерно в середине XII века и быстро стал популярным для обозначения веры в евхаристию. Он уже был включен в канонические сборники Иво Шартрского (†1116) и «Декрет Грациана» (1140). Ранние и высокие схоласты обсуждали дополнительные вопросы, такие как место субстанции хлеба после пресуществления. Например, Гуго Сен-Викторский говорил о переходе истинной субстанции хлеба в истинную субстанцию тела Христова. Первый канон Четвёртого Латеранского собора определил, что Иисус Христос истинно присутствует под видом хлеба и вина (transubstantiatis pane in corpus et vino in sanguinem). Это происходит, когда священники, должным образом рукоположённые, совершают таинство от имени Церкви.
Es gibt aber eine universale Kirche der Gläubigen, […] In ihr ist Jesus Christus der Priester selbst und das Opfer zugleich. Sein Leib und Blut ist im Sakrament des Altares und in den Gestalten von Brot und Wein wahrhaftig enthalten (veraciter continentur), nachdem durch Gottes Macht das Brot in den Leib und der Wein in das Blut wesensverwandelt sind (transsubstantiatis pane in corpus, et vino in sanguinem potestate divina). Damit wird von dem Seinigen empfangen, was er von dem Unsrigen annahm, und so das Geheimnis der Einheit (mysterium unitatis) vollendet werde […]
DH 802
С утверждением учения о пресуществлении изменились и практики евхаристического благочестия. В середине XI века коленопреклонения и воскурения стали основными способами почитания Евхаристии. К концу XII века появился новый метод — возвышение. Этот подход быстро распространился и уже в XIII веке стал неотъемлемой частью богослужения. Вместе с развитием евхаристического поклонения в начале XIII века возник и праздник Тела Христова, который впервые отметили в 1264 году.

## Споры о Вечере Господней во время Реформации

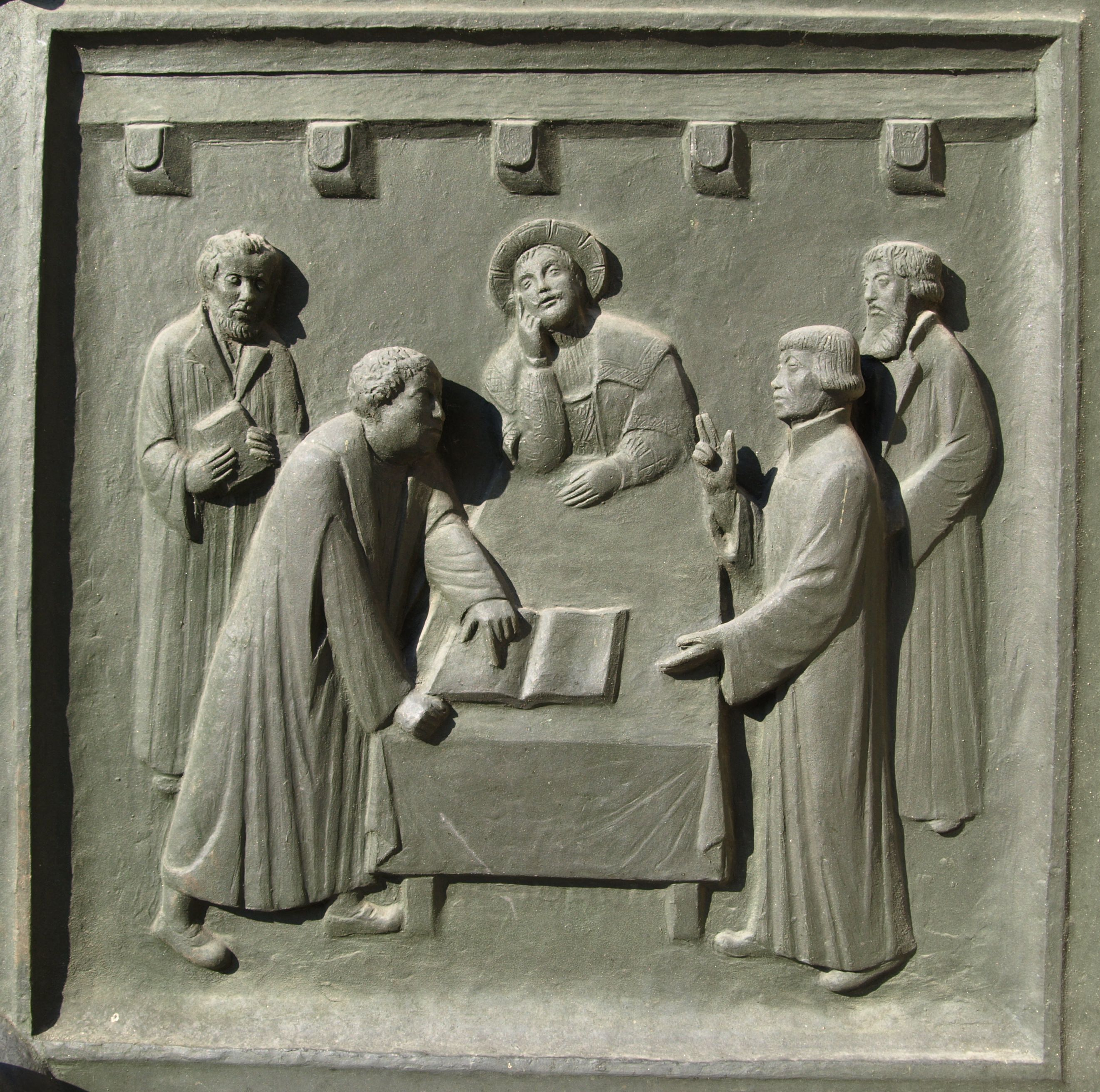
Цвингли и Лютер обсуждают Вечерю Господню в Марбурге. Иллюстрация ворот Цвингли собора Гроссмюнстер в Цюрихе

Термин «спор о причастии» чаще всего означает конфликт между реформаторами Мартином Лютером и Ульрихом Цвингли, а также их последователями, по поводу того, как понимать Вечерю Господню как таинство.
Осенью 1524 года Цвингли выразил свою позицию в открытом письме из Цюриха. Его поддержал Иоганн Эколампадий из Базеля, выпустив свою работу в сентябре 1525 года. В ответ лютеранские богословы в окружении Иоганна Бренца в Швебиш-Халле опубликовали «Синграмму». С 1526 по 1529 годы Лютер и Цвингли, а также их сподвижники (Эколампадий и Иоганн Бугенхаген) вели серию полемических дискуссий.
В 1529 году Цвингли встретился с Лютером и ландграфом Филиппом Гессенским. Они согласились в учении об оправдании: человек не может заслужить прощения у Бога своими делами, только вера в единого Бога и искупительную смерть Христа может даровать ему спасение. Однако на встрече в Марбурге, известной как Марбургская религиозная дискуссия, стало ясно, что разногласия в понимании Вечери Господней непреодолимы. Лютер видел в Вечере Господней глубокий опыт видимой благодати Бога. Он считал, что во время этого таинства хлеб и вино становятся «хлебом тела» и «вином крови» Христа. Цвингли, под влиянием гуманизма, рассматривал Вечерю Господню как символическое действие, призванное напомнить верующим о Воскресшем Христе. Для него истинное присутствие Христа заключалось в духовном воспоминании общины. Оба отвергли католическую доктрину пресуществления, которая утверждала, что вино и хлеб буквально превращаются в кровь и плоть Иисуса во время Вечери Господней.
После смерти Цвингли в 1531 году начались новые попытки разрешить спор, включая создание Шмалькальденского союза для объединения со староверами. Мартин Буцер и Филипп Меланхтон стремились найти компромисс. Только благодаря Виттенбергскому соглашению 1536 года верхнегерманские реформаторы смогли присоединиться к лютеранскому лагерю. Однако швейцарские протестантские кантоны, во главе с преемником Цвингли Генрихом Буллингером, остались вне Шмалькальденского союза.
Женевский реформатор Жан Кальвин не согласился с мнением Цвингли о том, что главное в Тайной Вечере — действия общины. Он считал, что хлеб и вино — это символы благодати, через которые верующие принимают Христа и его дары. Кальвин не отождествлял элементы с телом и кровью Христа, потому что, по его мнению, физическое тело Христа находится на небесах. Лютер сначала поддержал Кальвина. Но в 1549 году Кальвин и Буллингер достигли соглашения в Consensus Tigurinus, приблизившись к цвинглианскому взгляду на Вечерю Господню. Это вызвало спор о второй Тайной Вечере в 1550-х годах. Гнесиолютеранин Иоахим Вестфаль начал его в 1552 году, критикуя Кальвина. В лютеранском лагере возник конфликт между гнесиолютеранами и филиппистами, последователями Меланхтона, которых обвиняли в сближении с кальвинизмом.